# SN 2001ib
SN 2001ib – supernowa typu Ia odkryta 7 grudnia 2001 roku w galaktyce NGC 7242. W momencie odkrycia miała maksymalną jasność 15,30m.